# مادام ساتا
مادام ساتا (انگلیسی: Madame Satã) فیلمی در ژانر زندگینامه‌ای و جنایی به کارگردانی کریم عینوز است که در سال ۲۰۰۲ منتشر شد. از بازیگران آن می‌توان به لازارو راموس اشاره کرد.